# Altwettinshöhe

Genesungsheim für männliche Mitglieder der Ortskrankenkasse zu Dresden. Ansichtskarte von 1899; Blick von der Rückseite auf den Zweigeschosser

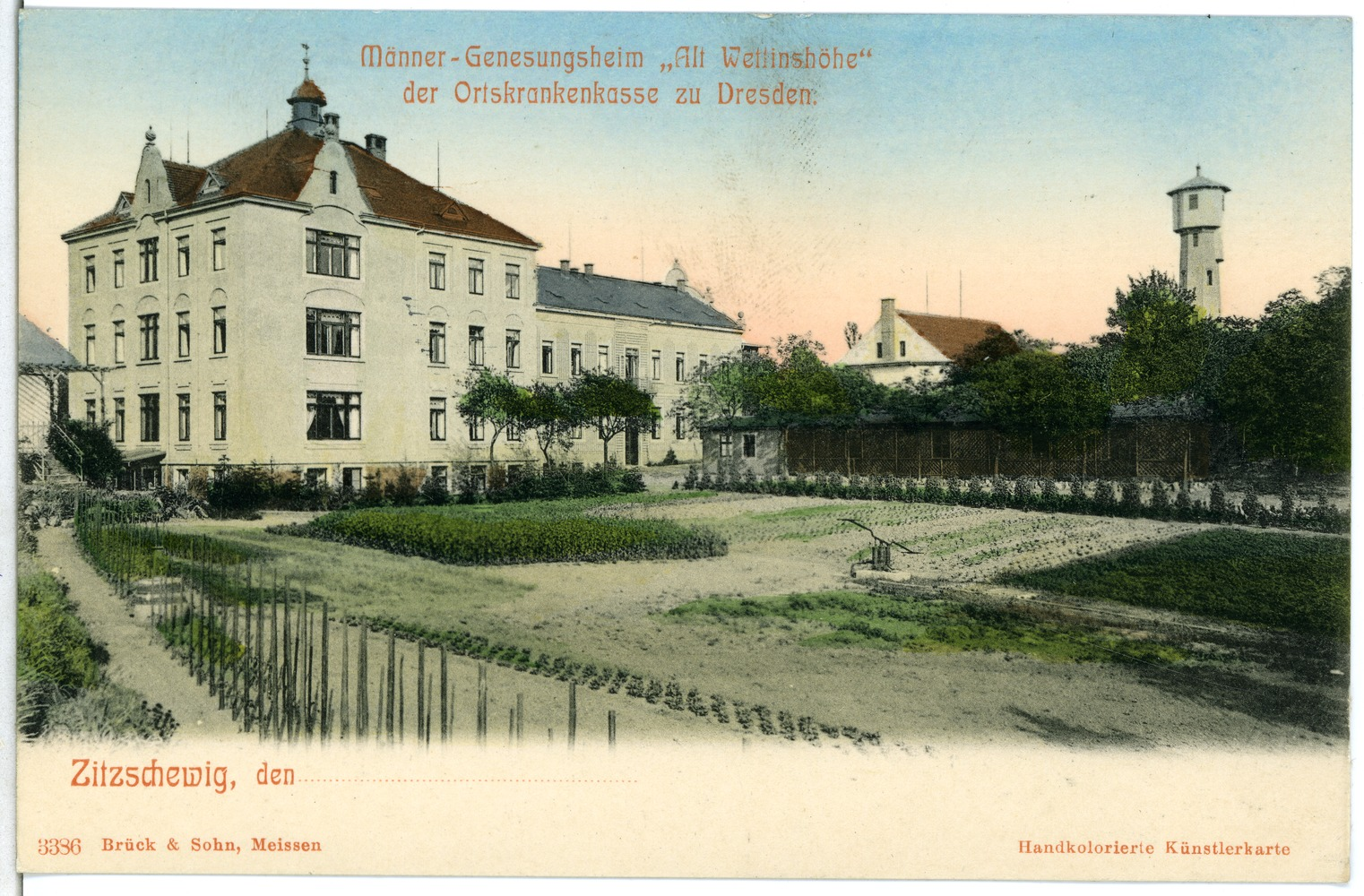
1903, nach Ergänzung durch den Dreigeschosser. Rechts der Konradsturm, ein Aussichtsturm

Die Altwettinshöhe ist eine historische Bergflur in Zitzschewig, einer damals selbstständigen Landgemeinde und heute Stadtteil der sächsischen Stadt Radebeul. Altwettinshöhe ist auch die Kurzform für die beiden Ende des 19. Jahrhunderts durch die Ortskrankenkasse zu Dresden dort errichteten Genesungsheime: das Männer-Genesungsheim „Alt-Wettinhöhe“ und das Frauen-Genesungsheim „Alt-Wettinhöhe“.

## Geschichte
Bereits im 15. Jahrhundert war die damals als Landeskrone bezeichnete Bergkuppe auf Zitzschewiger Flur, ebenso wie die in der Nähe gelegenen Hohenhaus und Bischofspresse, im Besitz der Meißner Bischöfe. Seit 1758 ist für die Kuppe der Name Wettins Höhe belegt.
Bis zur Mitte des 19. Jahrhunderts befand sich auf der Wettins Höhe ein Weingut mit Weinberg und Winzerhaus. Dieses gehörte dem Kötzschenbrodaer Pfarrer Johann Samuel Gottlob Flemming (1740–1827) und später seinen Erben, den Söhnen Joh. Christian Gottlob, ein preußischer Justizkommissarius in Ortrand, und dessen Bruder, ein Advokat in Oschatz. Neben dem Wohn- und Winzerhaus und diversen Nebengebäuden wurden 1827 ein Brunnen und eine Weinpresse sowie der Weinberg, eine Holzung, Feld und neukultiviertes Weinland dokumentiert.
Auf dem Teil des Anwesens an der Bergkante wurde 1858/1859 von Besitzer Carl Gottlob Wackwitz eine Weinschänke gebaut. Dazu baute er an seinem Wohnhaus einen Tanzsalon an. Zusätzlich errichtete er im Gelände den Conradsturm [in Anspielung auf Konrad den Großen (1098–1157)], von dem heute nur noch Reste erhalten sind. Die weitere Geschichte des an der Hangkante stehenden Anwesens siehe unter Wettinshöhe.
Der Buchdruckereibesitzer Otto Lehmann erwarb 1893 für die Ortskrankenkasse zu Dresden das auf oberhalb 200 Meter Höhe gelegene, mehrere Hektar große Waldgrundstück Alt-Wettinhöhe nördlich der Hangkante auf der Hochebene zwischen Barkengasse und Auerweg. Dort wurde in bestehenden Gebäuden Platz zur Erholung für 29 Personen geschaffen. Diese wurden am 1. April 1894 als Männer-Genesungsheim  (unter der damaligen Adresse Barkengasse 8) von der Dresdner Krankenkasse eröffnet. Das 1896 ausgebaute Genesungshaus war ein zweigeschossiger, länglicher Bau des Baumeisters Karl August Starke (1846–1908), an das sich ein älterer eingeschossiger Bau anschloss. Zwischen 1899 und 1909 entstand statt des eingeschossigen Baus in Verlängerung des bestehenden Zweigeschossers ein etwa quadratischer dreigeschossiger Bau.
„Die sonnige, windgeschützte Lage und die staubfreie Waldluft machten das Grundstück für Kurzwecke besonders geeignet.“ Erholungssuchende blieben vier bis acht Wochen.
Die Dresdner Ortskrankenkasse ließ sich nördlich nicht weit entfernt 1898/99 das Frauen-Genesungsheim mit 60 Betten (Krapenbergweg 3) errichten, vermutlich durch das Hochbauamt der Stadt Dresden, das etwa fünf Jahre vorher in Oberlößnitz mit dem Ermelhaus ein Entbindungsheim von ähnlicher Kubatur gebaut hatte. Die beiden Heime wurden von ausgedehnten Parkanlagen umgeben. Die Flurbezeichnung „Alte Wettinshöhe“, wie sie im Adressbuch von 1897 zu finden war, wurde zur Bezeichnung der Genesungsheime.

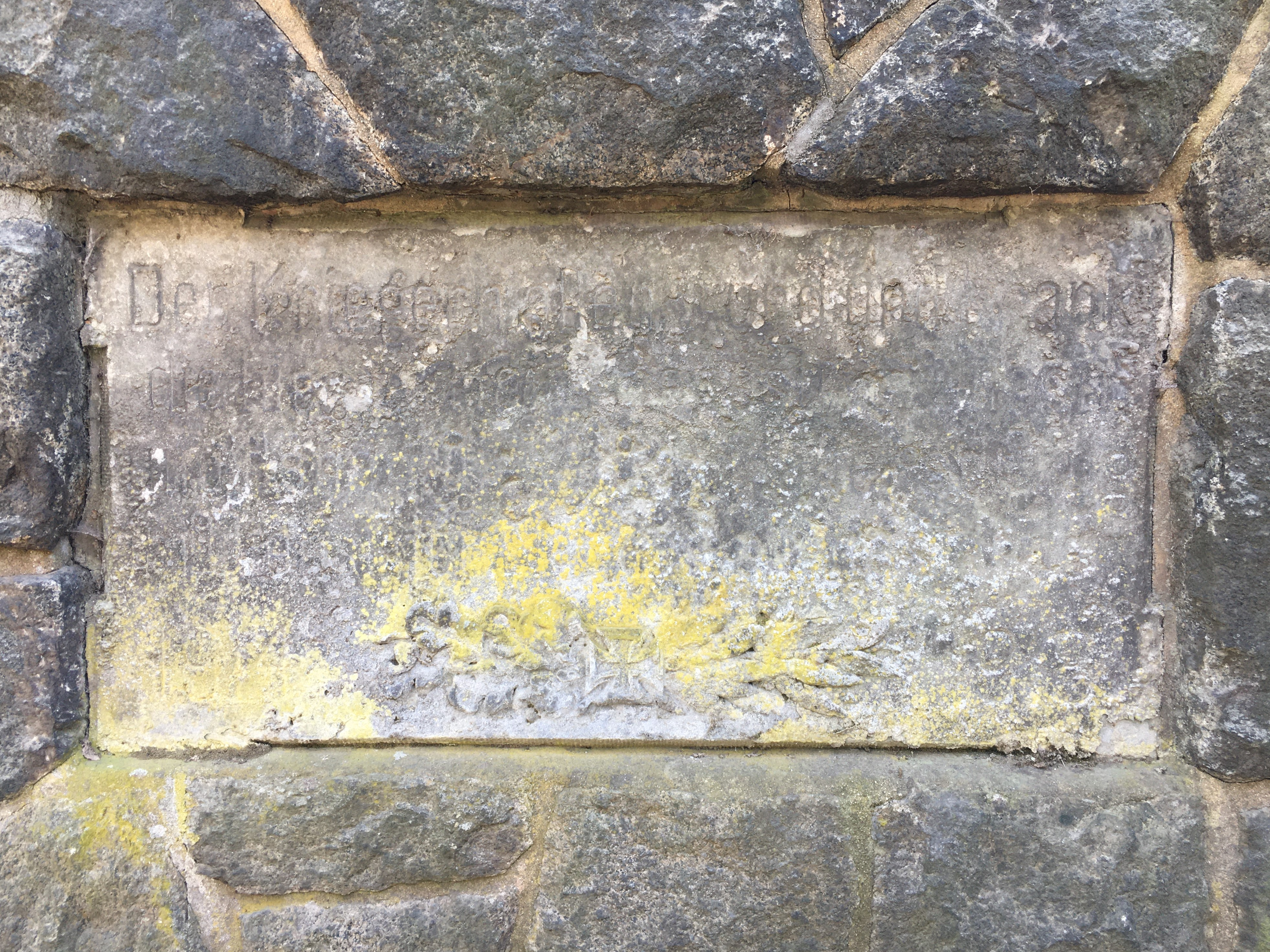
Gedenkstein an den Ersten Weltkrieg an der Toreinfahrt Auerweg 1

Während des Ersten Weltkrieges dienten beide Heime als Lazarett, woran am Tor ein verwitterter Gedenkstein erinnert. Im Jahr 1916 kam das benachbarte sogenannte Schloss Wettinhöhe zum Erholungsheim dazu und verblieb bis in die 1930er Jahre bei diesem Leistungsträger.
Die nächste Erweiterung für Männer entstand ab 1926, Entwurf und Ausführung stammten von dem Dresdner Georg Max Pötzschke, der sonst eher in Trachau und Laubegast aktiv war. Nach der Baugenehmigung vom November 1926 wurden Nachträge bis einschließlich 1928 eingereicht. Die Bettenkapazität belief sich durch die Ausbauten auf 150 Plätze für Männer und 110 Plätze für Frauen.
Im Jahr 1931 wurden die Genesungsheime an die Heilstätte Lindenhof für Lungenkrankheiten im benachbarten Coswig angeschlossen, im Zweiten Weltkrieg dienten sie erneut als Lazarett. Direkt nach dem Zweiten Weltkrieg zog dort das städtische Krankenhaus ein, 1947 wurde die Einrichtung zur Tuberkulose-Heilstätte „Lößnitzhöhe“, aus der später das gleichnamige Pflegeheim „Lößnitzhöhe“ wurde. Dieses bot zwischen 1967 und 1992 als Kreispflegeheim 240 Unterbringungsplätze.
Nach der Wende wurde das Pflegeheim 1993 in die Trägerschaft der Arbeiterwohlfahrt übergeben. Die unhaltbaren baulichen Zustände sorgten bereits nach kurzer Zeit für die Schließung der Einrichtung. Der geplante Umbau in den 1990er Jahren zu einer Klinik mit Sanatorium kam nicht zustande.
Nach dem Verkauf an einen Privatinvestor wurden die inmitten von Wald liegenden Gebäudeensemble saniert und in den 2000er Jahren zu Wohnanlagen umgebaut. 2003 wurde das ehemalige Frauen-Genesungsheim und 2005 das Männer-Genesungsheim zum Wohnen freigegeben. In dieser Zeit, genauer 2004, wurde die Erinnerung an die alte Flurbezeichnung durch Umbenennung eines Straßenstücks vor den historischen Gebäuden des Frauenheims in Alt-Wettinshöhe festgehalten.

## Männer-Genesungsheim „Alt-Wettinhöhe“

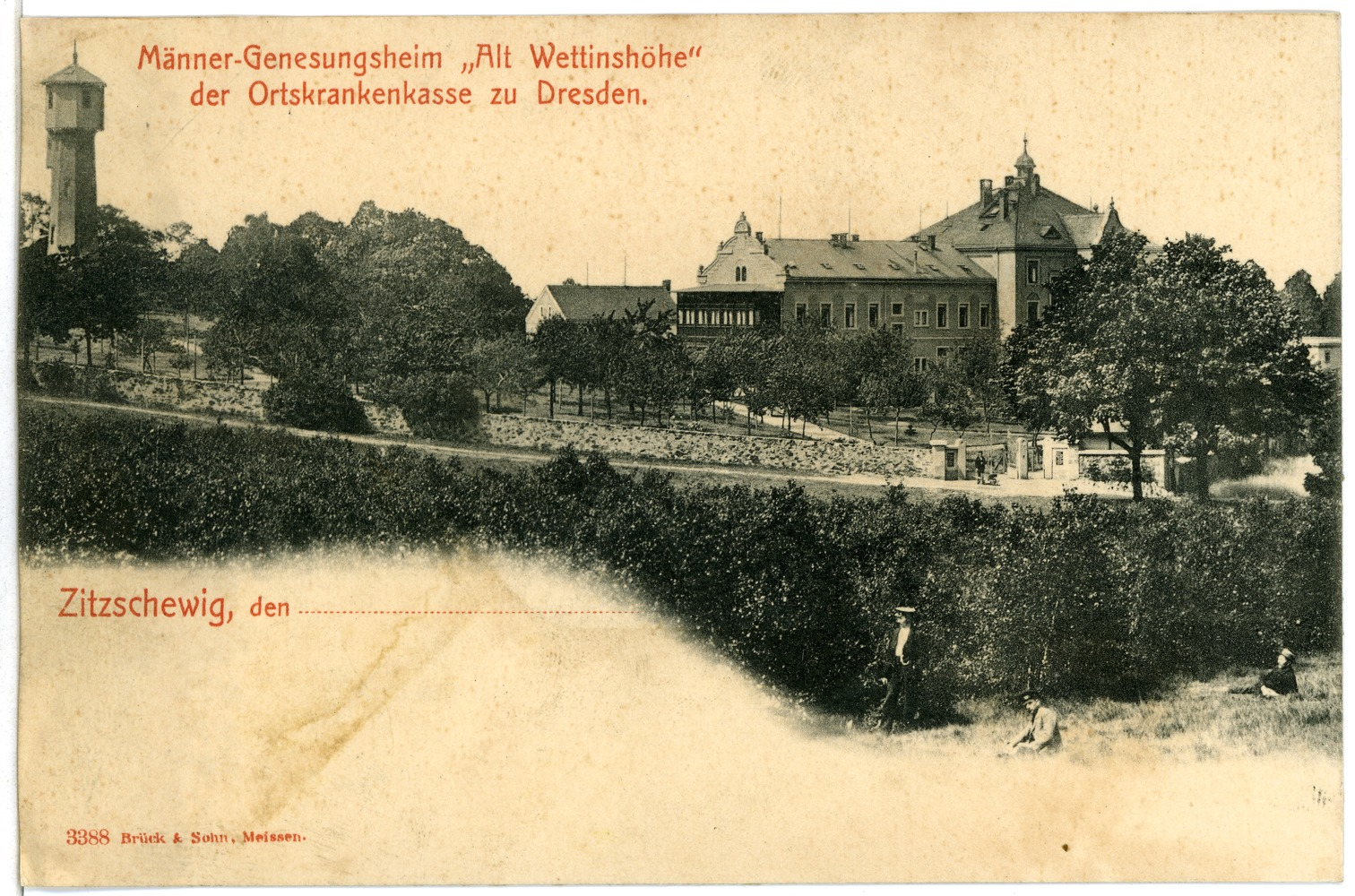
Zustand 1903 mit Konradsturm (li.)

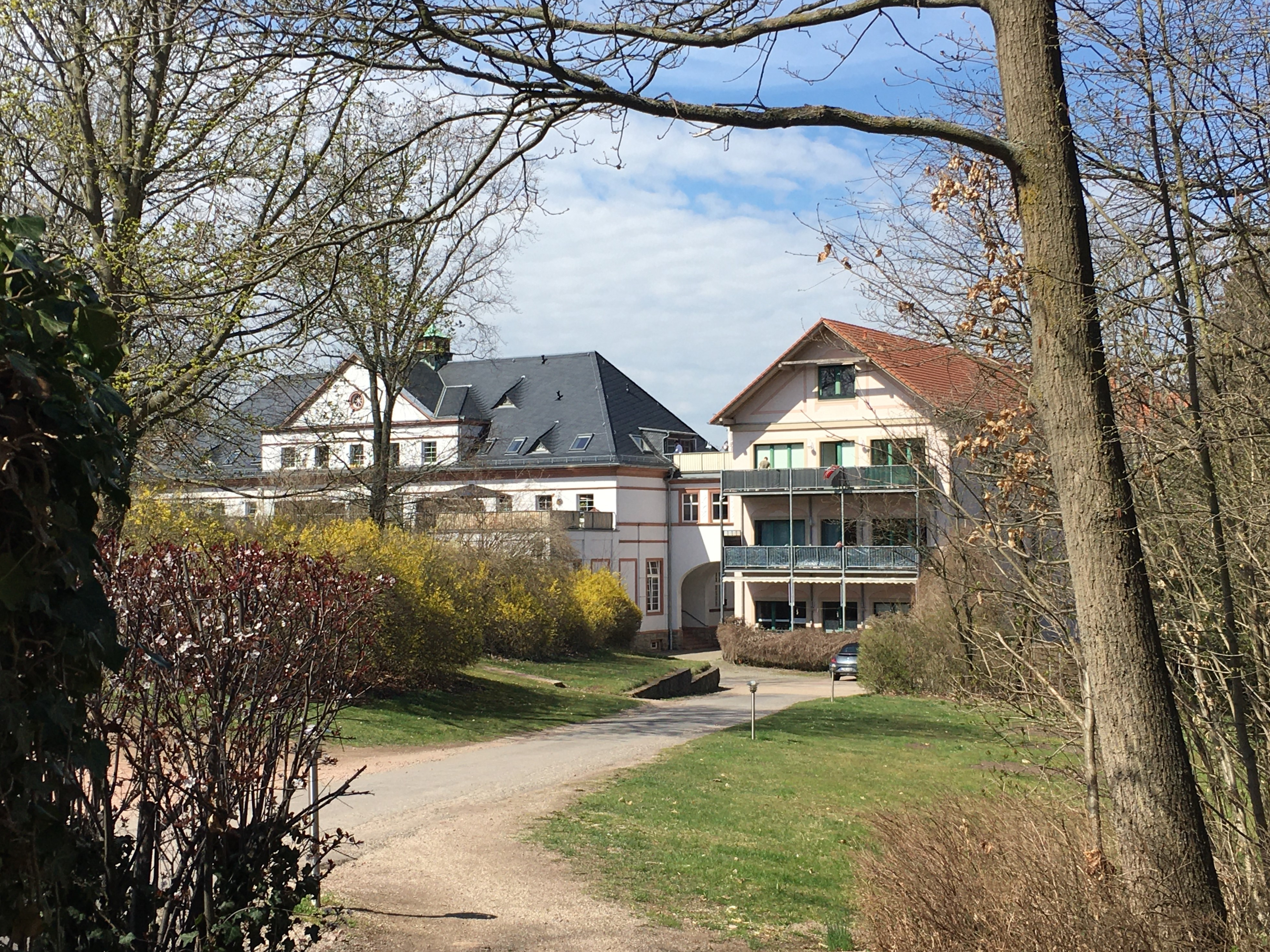
Ehemaliges Kreispflegeheim Lößnitzhöhe (links der denkmalgeschützte Auerweg 1a). Rechts im Vordergrund der ältere, stark veränderte Zweigeschosser

Das Männer-Genesungsheim „Alt-Wettinhöhe“, in der Denkmalliste als ehemaliges Kreispflegeheim Lößnitzhöhe bezeichnet, ist ein ehemaliges Pflegeheim mit Bettenhaus, gelegen im Auerweg 1 im Stadtteil Zitzschewig der sächsischen Stadt Radebeul. Das Gebäudeensemble ist seit 2005 in eine Wohnanlage mit etwa 40 Wohnungen mit etwa 3 Hektar umgebender Landschaft umgewandelt.
Das Gebäude Auerweg 1a steht unter Denkmalschutz; es handelt sich dabei um das auf nebenstehendem Foto links stehende Gebäude von 1926/28. Dieses ist an den rechts stehenden, stark veränderten älteren Zweigeschosser durch einen brückenartigen Verbindungsbau unten mit einer Segmentbogendurchfahrt angebunden.
Am linken Ende der in etwa nach Südosten gerichteten Längsfront winkelt der Erweiterungsbau rechtwinklig zur Rückseite ab, sodass sich ein L-förmiger Grundriss ergibt und zusammen mit dem rechts stehenden Altbau ein Hof nach Norden entsteht. Das ebenfalls zweigeschossige Gebäude steht auf einem Bruchstein-Sockelgeschoss; obenauf sitzt ein schiefergedecktes Walmdach. Die Putzfassaden werden durch profilierte Kopfband- und Sohlbankgesimse gegliedert, die Fenster sitzen in Betoneinfassungen. Dazu kommt an ausgesuchten Stellen Ornamentik im Stil der Art déco.
Auf der Rückseite steht ein vorspringender Eingangsrisalit, das mittige Treppenhaus weist im Dach einen Dreiecksgiebel auf. Vor der südöstlichen Hauptansicht steht ein eingeschossiger, zwei Achsen tiefer Hallenvorbau mit Lisenengliederung und mit Austritten obenauf für die Obergeschosse. In dieser Ansicht weist das Dach ein fünfachsiges Zwerchhaus mit hohem Dreiecksgiebel bis zum Dachfirst und mit Rundfenster auf. Auf dem dadurch entstehenden Kreuzfirst sitzt ein kleiner quadratischer Dachreiter mit geschweifter Spitze.

## Frauen-Genesungsheim „Alt-Wettinhöhe“

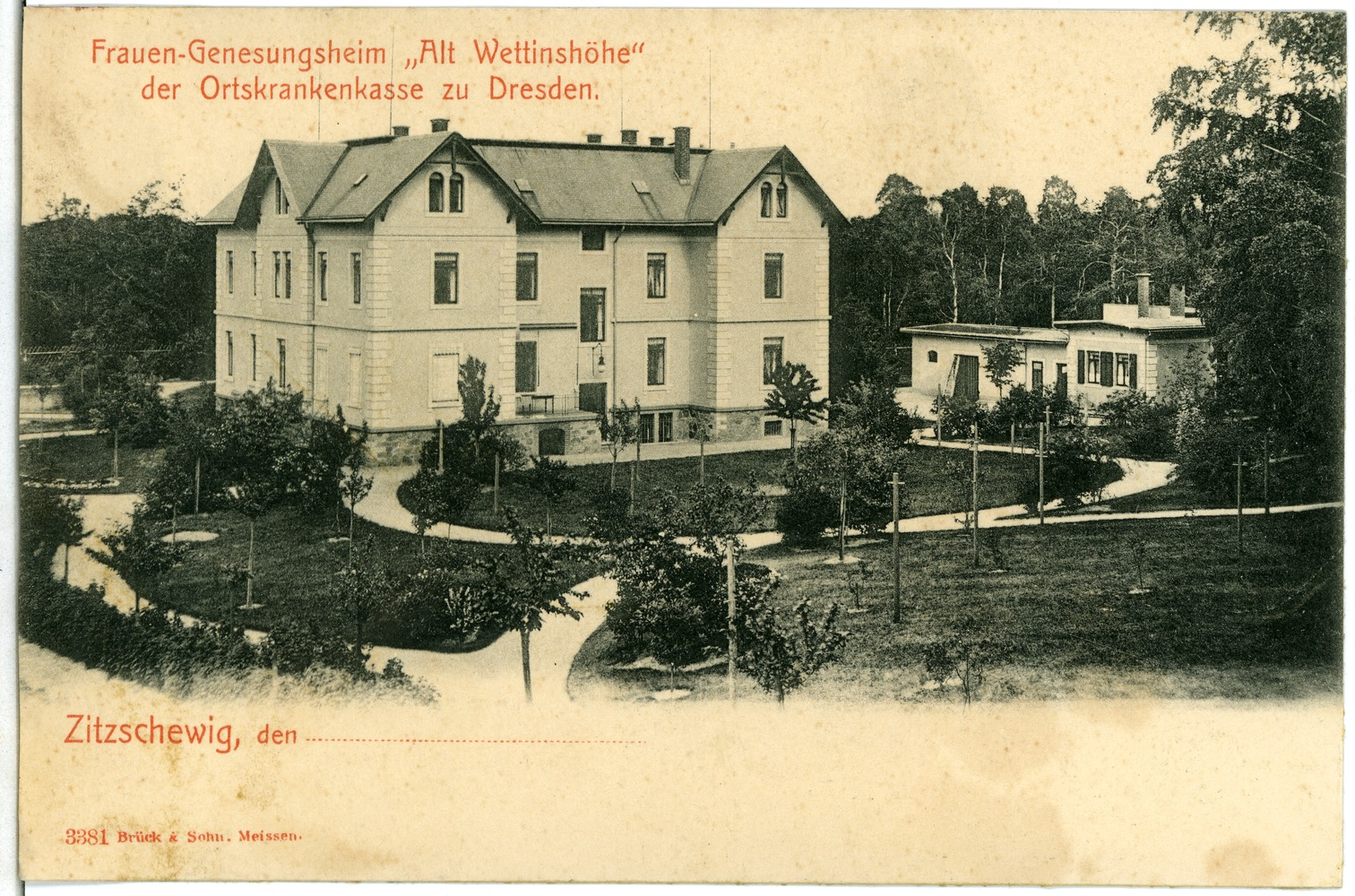
Genesungsheim von der Rückseite, daher rechts der Kernbau des Personalgebäudes 1903

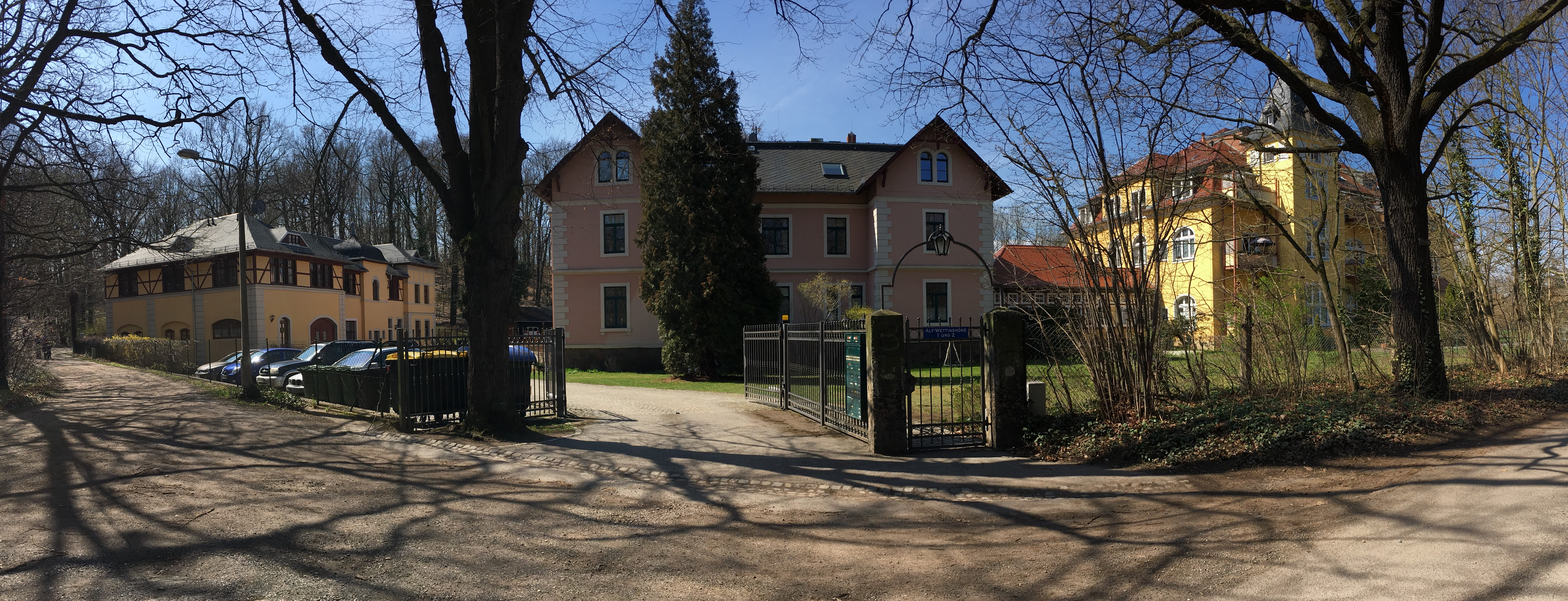
Alt-Wettinshöhe 2021

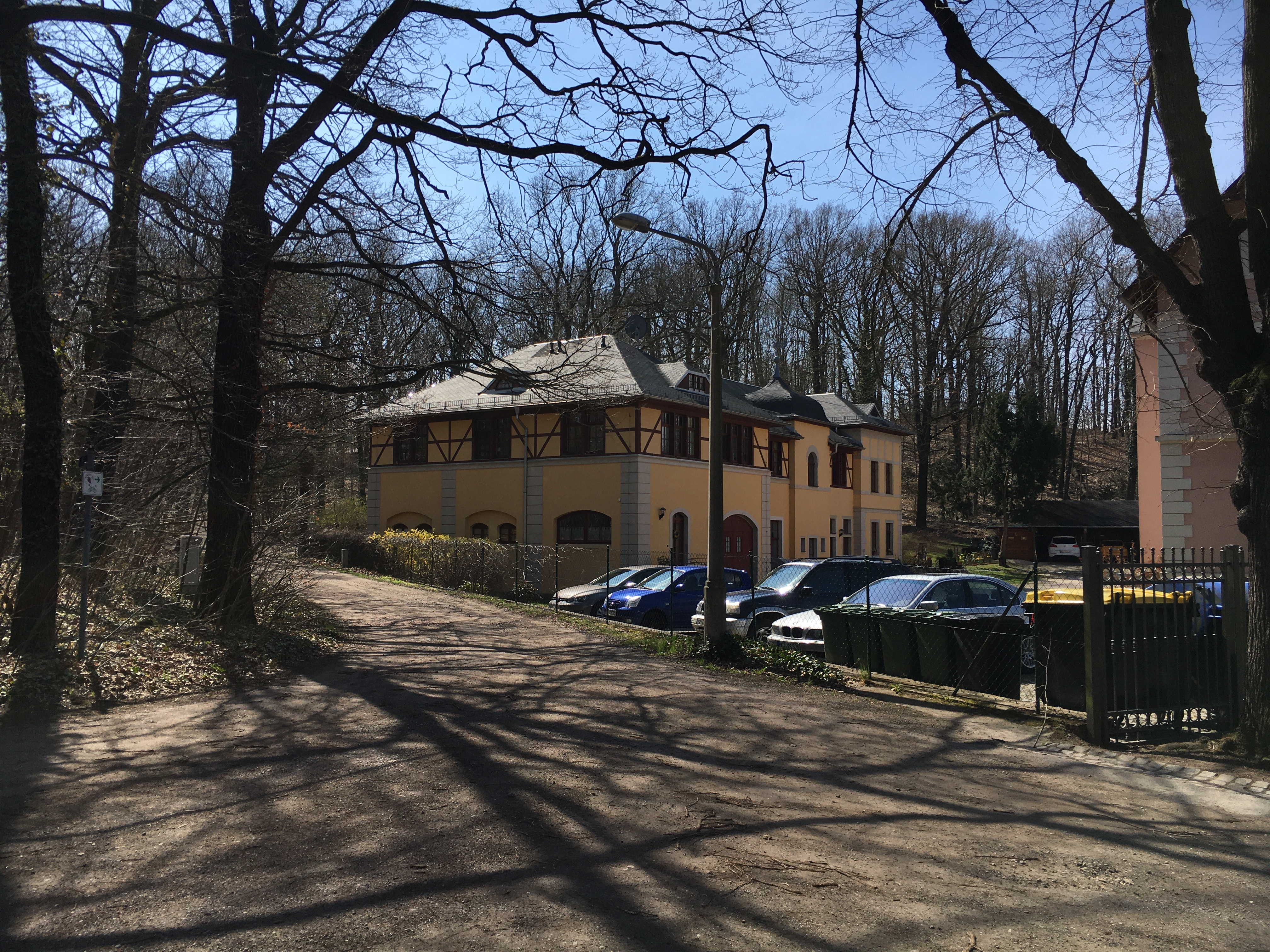
Alt-Wettinshöhe 1: Ehem. Frauen-Genesungsheim „Alt-Wettinhöhe“, Personalwohnheim und Heizhaus

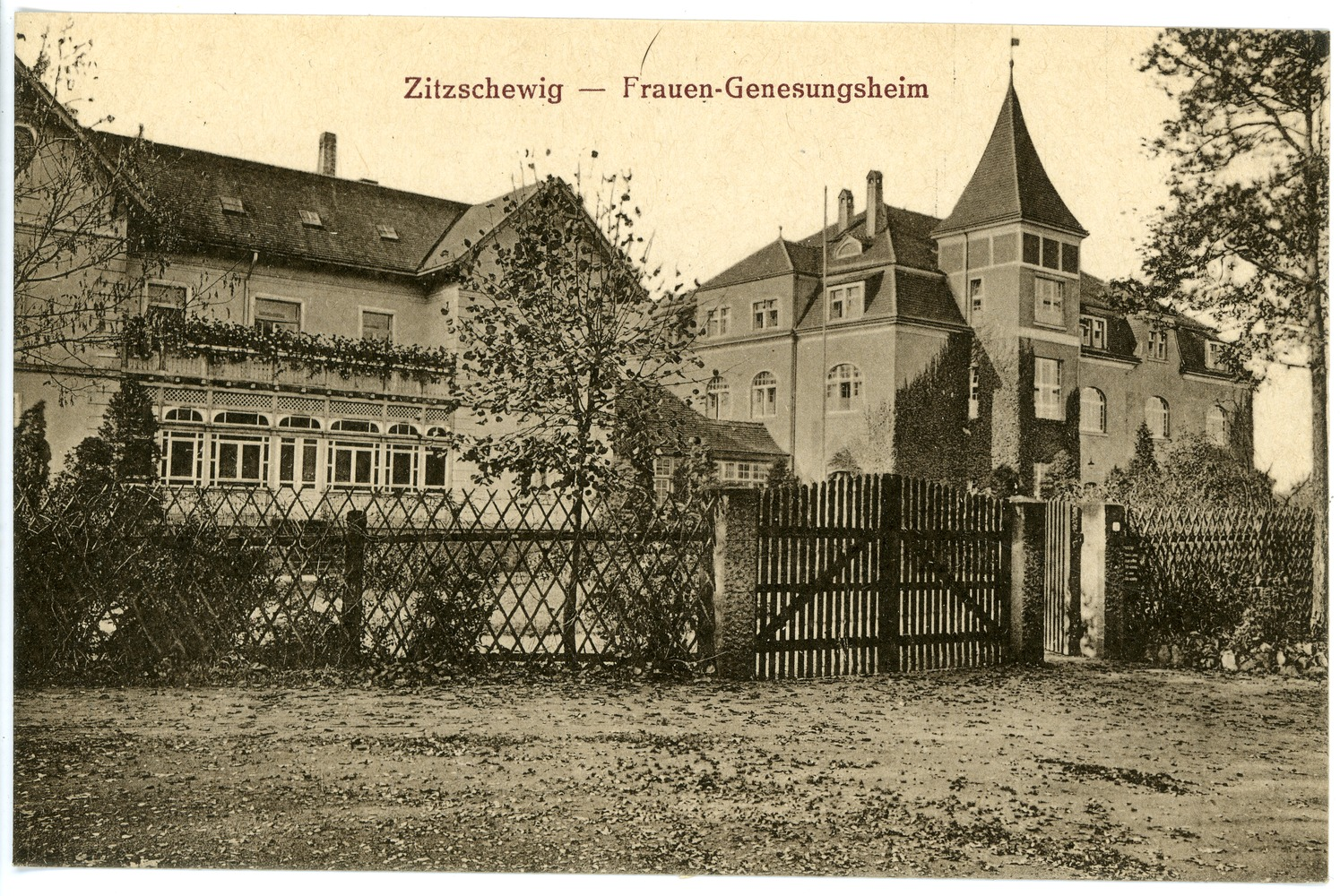
Frauen-Genesungsheim 1917 mit Ergänzungsbau

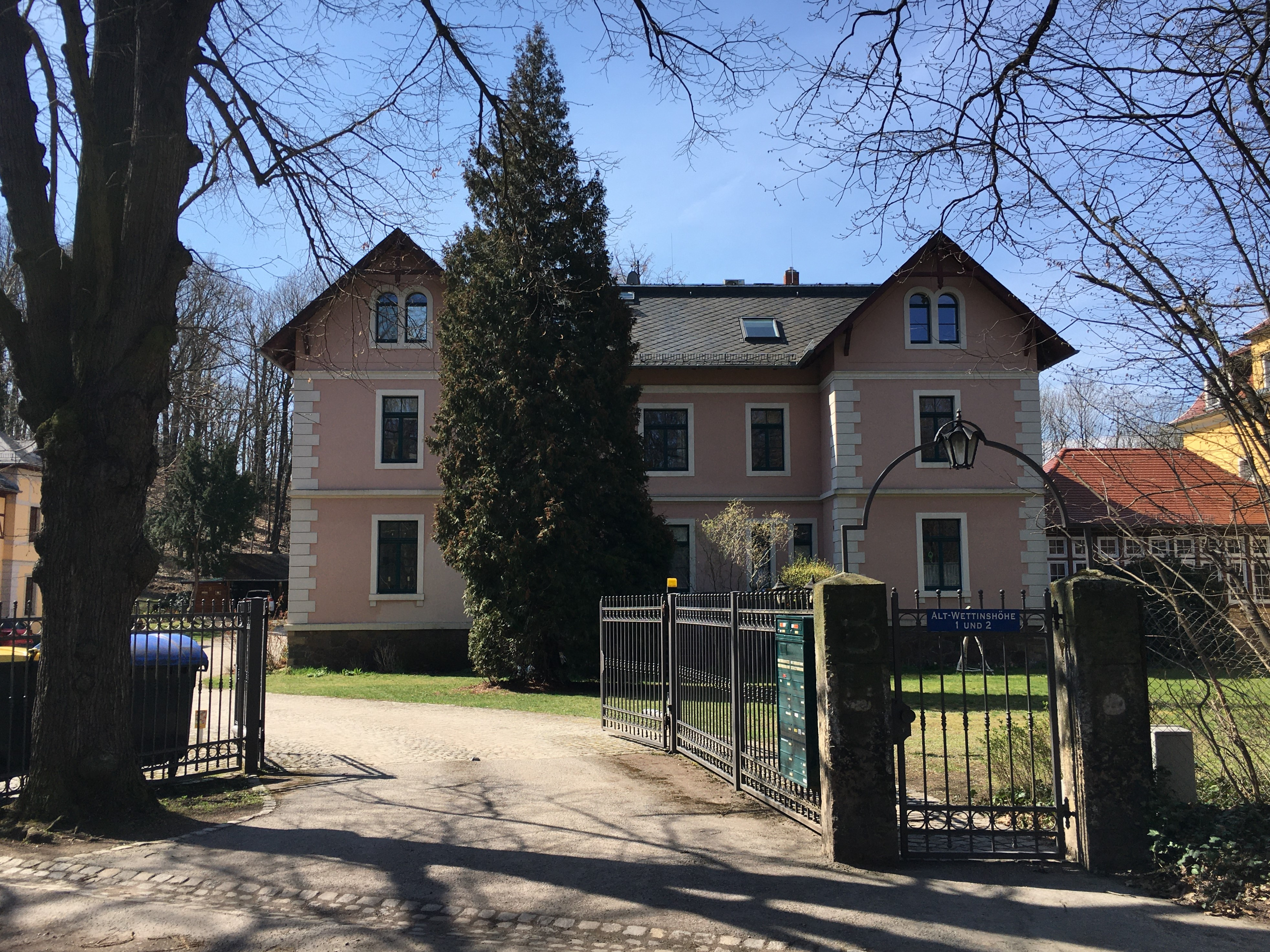
Alt-Wettinshöhe 2: Ehem. Frauen-Genesungsheim „Alt-Wettinhöhe“, Kurhaus

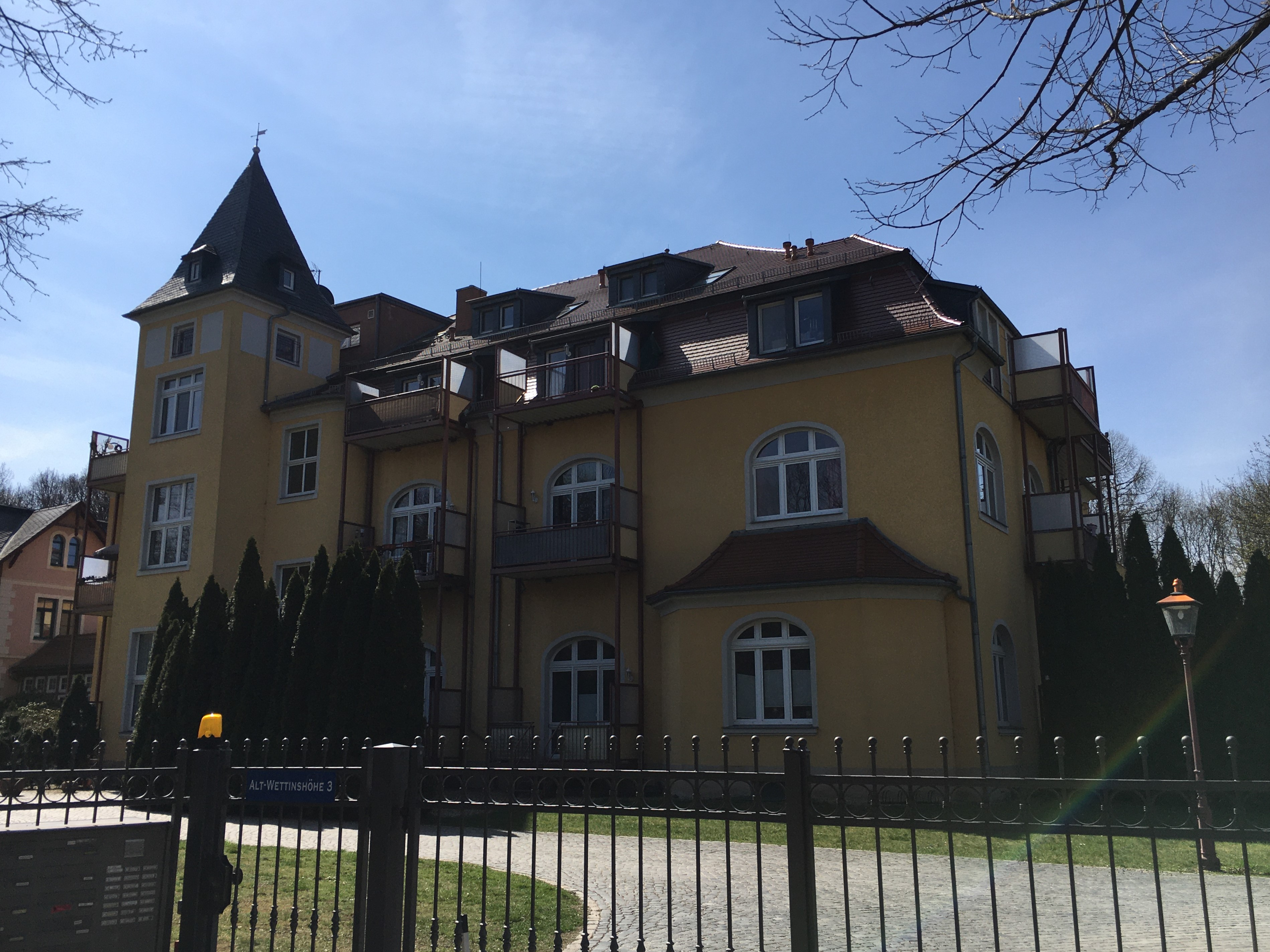
Alt-Wettinshöhe 3: Ehem. Frauen-Genesungsheim „Alt-Wettinhöhe“, Ergänzungshaus

Das Frauen-Genesungsheim „Alt-Wettinhöhe“ ist ein ehemaliges Kurheim für Frauen, gelegen im Stadtteil Zitzschewig der sächsischen Stadt Radebeul. Direkt nach dem Zweiten Weltkrieg fand sich die damals als Stadtkrankenhaus genutzte Anlage unter der Adresse Krapenbergweg 3. Das ehemalige Personalwohnheim und Heizhaus sowie das alte Kurgebäude stehen mit der heutigen Adresse Alt-Wettinshöhe 1/2 unter Denkmalschutz. Der rechts des alten Kurgebäudes mit einem Verbindungsbau angeschlossene Erweiterungsbau Alt-Wettinshöhe 3 von kurz nach 1900 jedoch nicht. Das Ensemble ist seit 2003 zu einer Wohnanlage umgebaut.
Das ehemalige Personalwohnheim und Heizhaus unter der heutigen Adresse Alt-Wettinshöhe 1 steht links und damit im Südosten des nach Nordwesten verlaufenden Ensembles. Der zweigeschossige Bau steht mit der Schmalseite zur Straße. Er hat insgesamt einen asymmetrischen hantelförmigen Grundriss: hinten treten die Seitenrisaliten nur wenig hervor, zur Straße jedoch sehr stark, sodass sich der Eindruck eines Kopfbaus ergibt. In diesem sind im Erdgeschoss segmentbogenförmige Tore, Türen und Fenster unterschiedlicher Größe. Das niedrig wirkende Obergeschoss darüber zeigt Fachwerk. Obenauf sitzt ein flaches Walmdach. In der Mitte der Hantel zum Hof hin tritt ein massiver Risalit hervor, der von einer vierseitigen, geschweiften Haube mit Kugel, Spitze und Wetterfahne bekrönt wird. Der Putzbau wird durch Eckquaderungen und Gesimse gegliedert.
Das alte Kurgebäude unter der Adresse Alt-Wettinshöhe 2 steht in der Mitte des nach Nordwesten verlaufenden Ensembles, mit der Längsseite zur Straße ausgerichtet. Beidseits stehen sowohl auf der Vorder- als auch auf der Rückseite Seitenrisalite mit Satteldach-Sparrengiebeln. Der zweigeschossige Putzbau steht auf einem Bruchsteinsockel und hat obenauf ein gestuftes, abgeplattetes Walmdach, das weit überkragt. Während die anderen Fenster rechteckig sind, zeigen die Giebel Zwillings-Rundbogenfenster. Vor der Rücklage der Straßenansicht befindet sich eine Veranda mit Freitreppe zum Vorgarten. Der Putzbau wird durch Eckquaderungen und Geschossgesimse gegliedert.
Der historische Ergänzungsbau Wettinshöhe 3 steht nicht unter Denkmalschutz.

## Alt-Wettinshöhe
Die Alt-Wettinshöhe ist eine Innerortsstraße in Radebeul-Zitzschewig. Die etwa 170 Meter lange Straße bildet die Zuwegung zur Wohnanlage, die aus dem ehemaligen Frauen-Genesungsheim „Alt-Wettinhöhe“ geschaffen wurde.
Sie beginnt im Südosten an der Kreuzung mit den Straßen Lößnitzhöhe und Krapenbergweg und läuft zum Zusammenkommen von Am Zechstein, Am Krapenbergweg, Waldwiesenweg und Am Gasthof. Alt-Wettinshöhe ist ein ehemaliges Teilstück des Krapenbergwegs.
Die 2004 gewidmete Straße ist benannt nach der Wettinshöhe, in deren nördlichen Waldgebieten Ende des 19. Jahrhunderts die Genesungsheime der Allgemeinen Ortskrankenkasse für Dresden gebaut wurden.